# Janez Matičič
Janez Matičič, slovenski skladatelj, pianist in pedagog, * 3. junij 1926, Ljubljana, † 17. april 2022, Ljubljana.

## Življenjepis
Na Akademiji za glasbo v Ljubljani je končal študij  kompozicije leta 1950 in dirigiranja leta 1951. Že prej je igral violino kot učenec Vide Jerajeve. Izpopolnjeval se je v Parizu pri Nadii Boulanger.  Med letoma 1952 in 1980 pa sodeloval z raziskovalno skupino za konkretno glasbo pod vodstvom Pierra Schaefferja. Med najvidnejše Matičičeve skladbe lahko štejemo dva koncerta za klavir in orkester, koncert za violončelo in orkester, predvsem pa skladbe, nastale v modernističnem in raziskovalnem duhu. Leta 2007 je prejel Prešernovo nagrado za življenjsko delo. Mdr. je poučeval kot honorarni docent za analizo glasbenih form in harmonsko analizo Filozofske fakultete Univerze v Ljubljani.
Bil je dopisni član SAZU od 23. aprila 1987, izredni član od 7. junija 2001, redni član SAZU pa od 1. junija 2007.

## Družina
Je brat Nade Matičič, slovenske pisateljice. Oče je bil tiskar in pisatelj Ivan Matičič. Njegov nečak je profesor umetnostne zgodovine Samo Štefanac.